# Republik von Tequendama
Die Republik von Tequendama war eine 1934 von kolumbianischen Campesinos errichtetes Staatsgebilde nahe der Stadt Viotá im Departamento de Cundinamarca.

## Vorgeschichte
In der ersten Hälfte des 20. Jahrhunderts kam es in Kolumbien vermehrt zu gewaltsamen Landbesetzungen durch Campesinos, Landarbeitern und arbeitslosen Bauarbeitern. Letztere waren aus den städtischen Gebieten auf das Land zurückgekehrt, um ihre Existenz dort auf die Kaffeewirtschaft zu gründen. Da die Großgrundbesitzer eine Übereignung brachliegender Flächen ablehnten, besetzten neu organisierte Bauernligen und Bauerngenossenschaften das ungenutzte Land.

## Gründung und Bestehen
Die bekannteste dieser Besetzungen erfolgte 1934 bis 1936 durch die Übernahme ausgedehnter Kaffeeplantagen und brachliegender Flächen nahe Viotá, etwa 60 Kilometer südwestlich der Hauptstadt Bogotá. Auf einer Fläche von 50 Quadratkilometern errichteten die Landbesetzer eine „Unabhängige Kommunistische Republik“, die als „Republik von Tequendama“ in die Geschichte einging. Ihre geschützte Lage in einer Region, die aus geographischen und topographischen Gründen nur schwer zugänglich war, begünstigte ihr Bestehen. Die Republik von Tequendama konnte sich etwa 20 Jahre lang halten.